# Ненад Цоцић
Др Ненад Цоцић (Лесковац, 1954) српски је лекар.

## Биографија
Др Ненад Цоцић рођен је 3. јуна 1954. године. У породици просветних радника у Лесковцу. Најраније детињство провео је у местима службовања својих родитеља (Манојловце, Бобиште, Блаце и др.). У 1961. години са преласком у Лесковац уписује и  завршава основну  школу са одличним успехом и дипломом „Вук Караџић”. Гимназију  завршава у Лесковцу 1974. године и уписује Медицински факултет у Београду који завршава 1980. године. По завршеном факултету обавља лекарски стаж и служи војни рок. Као млад лекар-стажер учествује на савезној радној акцији (Власина), прати извиђаче на њиховим походима и у току летње сезоне је и лекар у дечијим одмаралиштима на мору (Каштел, Улцињ, Бар итд.). По одслужењу војног рока као лекар опшет праксе ради у Школском диспанзеру до 1986. године, када одлази на специјализацију из педијатрије коју завршава 1990. године на Медицинском факултету у Нишу. По завршетку специјализације најпре, две године, ради у дечијем диспанзеру, а онда 1992. године прелази у Саветовалиште за новорођенчад и одојчад, да би 1994. године постављен за шефа Одсека за систематске прегледе и имунизацију предшколске деце. Са ове дужности 21. јуна 2001. године именован је за Начелника службе за здравствену заштиту деце и омладине. С обзиром да је радио на свим местима лекара како у куративи тако и у превентиви посао који сада обавља умногоме је олакшан и успешан.